# Mary Lamb
Mary Ann Lamb (Londra, 3 dicembre 1764 – Londra, 20 dicembre 1847) è stata una scrittrice inglese, sorella e collaboratrice di Charles Lamb.

## Biografia
Nel 1796, Mary, che aveva sofferto di un esaurimento per lo sforzo di dover accudire la famiglia, uccise sua madre con un coltello da cucina, e da allora in poi dovette essere tenuta sotto costante sorveglianza. Quando il loro anziano padre morì, suo fratello minore divenne il suo custode ufficiale. Essi vissero insieme e nel 1823 incontrarono e adottarono un'orfana, Emma Isola, che in seguito sposò l'editore di Charles Edward Moxon.
Nel 1807, Mary collaborò con Charles a un libro per bambini, Tales from Shakespeare (Racconti da Shakespeare), e produssero altre popolari opere per bambini negli anni successivi. Per suo conto, Mary Lamb pubblicò un'opera epistolare, Mrs Leicester's School (La scuola della signora Leicester) che il poeta Samuel Coleridge credeva sarebbe stata e avrebbe dovuto essere "riconosciuta come un ricco gioiello nel tesoro della nostra permanente letteratura inglese." È con questo libro, concernente i racconti di una varietà di ragazze senza madre e orfane, che Mary Lamb sembrava trattare con i temi personali del dolore e della colpa. Benché il suo corso solista, criticamente acclamato al tempo, non abbia superato la sua era, Tales from Shakespeare continua a essere stampato. Fu pubblicato per la prima volta da William Godwin (il vedovo di Mary Wollstonecraft) e dalla sua seconda moglie Mary Jane Godwin.
Mary continuò a soffrire di attacchi di infermità mentale per tutta la vita. Nonostante queste drammatiche interruzioni, Mary, insieme a suo fratello, fu al centro di un vivace salotto artistico a Londra, che intratteneva molte delle più eminenti figure teatrali e letterarie del tempo. Tra le altre personalità, Coleridge la elogiò per la sensibilità e l'empatia che caratterizzavano i lunghi periodi in cui era libera dai sintomi del disturbo bipolare che combatteva, spesso eroicamente. Sebbene i contemporanei avessero previsto che Mary sarebbe stata la prima a morire, fu Charles che soccombette per primo alle complicazioni di una ferita infetta nel 1834. I biografi hanno notato l'ironia della dipendenza relativamente maggiore di suo fratello da lei e del suo evidente istinto di sopravvivenza, ma dopo la sua morte, ella divenne sempre più fragile, accudita a volte da una famiglia e altre in un ospizio.
Morì il 20 maggio 1847 e fu sepolta accanto a suo fratello nel Cimitero di Edmonton nel Middlesex.

## Eredità
In seguito, Mary è stata dipinta come il personaggio centrale in The Lambs of London (I Lamb di Londra) (2004), un romanzo di Peter Ackroyd. Ella è anche l'argomento di un recente studio biografico della scrittrice britannica Kathy Watson, The Devil Kissed Her (Il diavolo la baciò).  La Watson attribuisce a Mary Lamb la "metà migliore" della scrittura nei Tales, dal punto di vista dell'intensità e della capacità.